# Leaving on a Mayday
Leaving on a Mayday är Anna Ternheims tredje studioalbum, utgivet 2008.

## Låtlista
1. "What Have I Done" – 3:21
2. "Damaged Ones" – 3:09
3. "Terrified" – 4:42
4. "Let It Rain" – 4:54
5. "My Heart Still Beats for You" – 4:27
6. "No, I Don't Remember" – 3:53
7. "Summer Rain" – 3:55
8. "Losing You" – 3:38
9. "Off the Road" – 3:54
10. "Black Sunday Afternoon" – 4:37

## Mottagande
Skivan fick i stort sett ett gott mottagande och snittar på 3,9/5 på Kritiker.se, baserat på tjugofem recensioner.

## Listplaceringar
| Lista (2008-2011) | Topplacering |
| ----------------- | ------------ |
| Frankrike         | 181          |
| Sverige           | 1            |

### Fotnoter
1. ↑  ”Recensioner av Leaving on a Mayday”. Kritiker.se. http://kritiker.se/skivor/recension/?skiva=Anna_Ternheim__-__Leaving_On_A_Mayday. Läst 26 augusti 2011.
2. ↑  ”Listplacering”. http://lescharts.com/showitem.asp?interpret=Anna+Ternheim&titel=Leaving+On+A+Mayday&cat=a. Läst 26 augusti 2011.
3. ↑  ”Listplacering”. http://hitparad.se/showitem.asp?interpret=Anna+Ternheim&titel=Leaving+On+A+Mayday&cat=a. Läst 26 augusti 2011.